# Diffusion de la lumière
La diffusion de la lumière (light scattering en anglais) est une technique d'analyse basée sur la diffusion des ondes, dans ce cas la lumière visible, par la matière. 

## Utilisations
Cette technique est utilisée en chimie et biochimie pour caractériser les colloïdes et les polymères. Elle permet ainsi de déterminer la masse moléculaire des polymères en solution et la forme et les dimensions des particules en suspension.

## Mode opératoire
Les solutions ou les dispersions sont mises dans une cellule dont les parois sont transparentes. Un faisceau laser de lumière visible est dirigé vers le contenu de cette cellule. Les polymères ou les particules vont alors diffuser cette lumière. La lumière diffusée est détectée et son intensité est mesurée.

## Classification
Deux techniques de mesure existent : 
| Nom et sigle en français                | Nom et sigle en anglais        | variable mesurée                                                       |
| --------------------------------------- | ------------------------------ | ---------------------------------------------------------------------- |
| Diffusion statique de la lumière (DSL)  | Static light scattering (SLS)  | Intensité moyenne de la lumière diffusée durant toute la durée du test |
| Diffusion dynamique de la lumière (DDL) | Dynamic light scattering (DLS) | fluctuations de l'intensité lumineuse avec le temps                    |

## Types de diffusion
Les principaux types de diffusion observés sont la diffusion Rayleigh et la diffusion Raman pour les polymères et la diffusion Mie pour les particules. 